# 増仁神明社
増仁神明社（ぞうにしんめいしゃ）は、富山県高岡市戸出大清水（旧増仁村）にある旧村社である。増仁の宮（ぞうにのみや）ともいう。
庄川沿岸地域において廃村となった後に宮だけが残っているという例は珍しいとされる。

## 祭神
- 天照皇大神

## 歴史
不詳。増仁村は庄川に架かる中田橋西橋詰付近にあった集落で、寛文10年（1670年）に村高53石であったが、その後の度重なる庄川の氾濫により60年から70年後には村高1斗にまで激減し、結局村の大部分は川床となって廃村となり、宮だけが残ることとなった。ちなみに当時は増仁村を含む北般若地域が広く庄川氾濫の被害を受けており、同様に川床となった落合村や、延宝5年（1677年）に廃村となった石代新村のほか、庄川の流路の変化により左右両岸に下麻生村、上麻生村と村が二分されてしまった麻生村などもあった。当宮は庄川の暴威を遺す史跡として、また、古くから水と戦ってきた富山県民の象徴としての価値も認められている。
鎮座地の住所は近年まで「富山県高岡市戸出増仁字後巻内334番地」で、字名の「後巻内」は氾濫する濁流の渦を連想して名づけられたものであると考えられているが、「戸出増仁」という地名が廃されたため、「戸出大清水」となった。
平成17年（2005年）の北日本新聞のコラム『天地人』によると、増仁村の最後の住人は当時滑川市に在住していた樋口という人であるという。